# Liste der Einträge im National Register of Historic Places im Clark County (Arkansas)
Die Liste der Registered Historic Places im Clark County führt alle Bauwerke und historischen Stätten im Clark County in Arkansas auf, die in das National Register of Historic Places aufgenommen wurden.

## Aktuelle Einträge
| Lfd. Nr. | Name                                         | Bild | Datum der Eintragung | Adresse/Lage | Ort            | ID-Nr.    | Beschreibung |
| -------- | -------------------------------------------- | ---- | -------------------- | --- | -------------- | --------- | ------------ |
| 1        | Arkadelphia Boy Scout Hut                    |      | 28. Jan. 2002        | 8th St. | Arkadelphia    | 01001526  |              |
| 2        | Arkadelphia Commercial Historic District     |      | 20. Juli 2011        | Roughly Main St. between 5th & 7th Sts., & Clinton St between 6th & 9th Sts.                                       | Arkadelphia    | 11000464  |              |
| 3        | Arkadelphia Confederate Monument             |      | 3. Mai 1996          | Courthouse Lawn, near SE of jct. of 6th and Caddo Sts.                                                             | Arkadelphia    | 96000507  |              |
| 4        | Arkansas 7/51 Bridge                         |      | 1. Feb. 2006         | AR 7/51 | Arkadelphia    | 05001591  |              |
| 5        | James E. M. Barkman House                    |      | 30. Juli 1974        | 406 N. 10th St. | Arkadelphia    | 74000467  |              |
| 6        | Bayou Sel                                    |      | 10. Sep. 1974        | Address Restricted                                                                                                 | Arkadelphia    | 74000468  |              |
| 7        | Nannie Gresham Biscoe House                  |      | 21. Jan. 2004        | 227 Cherry St. | Arkadelphia    | 03001450  |              |
| 8        | Dr. Boaz House                               |      | 28. Jan. 1992        | AR 26 | Clear Spring   | 91002014  |              |
| 9        | Bozeman House                                |      | 14. Nov. 1978        | W of Arkadelphia on AR 26                                                                                          | Arkadelphia    | 78000576  |              |
| 10       | Clark County Courthouse                      |      | 1. Dez. 1978         | 4th and Crittenden Sts.                                                                                            | Arkadelphia    | 78000577  |              |
| 11       | Clark County Library                         |      | 5. Nov. 1974         | 609 Caddo St. | Arkadelphia    | 74000469  |              |
| 12       | Clear Springs Tabernacle                     |      | 13. Feb. 1992        | Jct. of AR 26 and Bobo Rd.                                                                                         | Okolona        | 92000057  |              |
| 13       | DeGray Creek Bridge                          |      | 21. Jan. 2010        | Co. Rd. 50 over DeGray Creek                                                                                       | Arkadelphia    | 09001239  |              |
| 14       | Domestic Science Building                    |      | 22. Dez. 1982        | 11th and Haddock                                                                                                   | Arkadelphia    | 82000800  |              |
| 15       | Elkins' Ferry                                |      | 19. Apr. 1994        | Beide Ufer des Little Missouri River, etwa 16 km nördlich von Prescott                                             | Prescott       | 94001182  |              |
| 16       | Horace Estes House                           |      | 21. Sep. 1993        | 614 E. Main St. | Gurdon         | 93000487  |              |
| 17       | Flanagin Law Office                          |      | 22. Dez. 1977        | 320 Clay St. | Arkadelphia    | 77000245  |              |
| 18       | Gurdon Jail                                  |      | 13. Nov. 1989        | W. Joslyn and Front Sts.                                                                                           | Gurdon         | 89001959  |              |
| 19       | Habicht-Cohn-Crow House                      |      | 3. Okt. 1985         | Eighth and Pine | Arkadelphia    | 85002717  |              |
| 20       | Henderson State University Historic District |      | 8. Aug. 2023         | 1100 Henderson St.                                                                                                 | Arkadelphia    | 100008977 |              |
| 21       | Capt. Charles C. Henderson House             |      | 24. Aug. 1998        | Jct. of 10th and Henderson Sts.                                                                                    | Arkadelphia    | 98000957  |              |
| 22       | Hoo Hoo Monument                             |      | 2. Sep. 1999         | First St. | Gurdon         | 94000821  |              |
| 23       | Hudson-Jones House                           |      | 30. Sep. 1982        | E of Arkadelphia on SR 2                                                                                           | Arkadelphia    | 82002096  |              |
| 24       | Loy Kirksey House                            |      | 3. Feb. 1992         | Co. Rd. 59 W of De Gray Lake                                                                                       | Fendley        | 91000586  |              |
| 25       | Little Missouri River Bridge                 |      | 9. Apr. 1990         | Co. Rd. 179, over the Little Missouri River                                                                        | Prescott       | 90000536  |              |
| 26       | Magnolia Manor                               |      | 27. Sep. 1972        | 0.6 mi. SW of jct. of I-30 and AR 51                                                                               | Arkadelphia    | 72000200  |              |
| 27       | Missouri-Pacific Railroad Depot-Arkadelphia  |      | 11. Juni 1992        | S. Fifth St. | Arkadelphia    | 92000599  |              |
| 28       | Missouri-Pacific Railroad Depot-Gurdon       |      | 11. Juni 1992        | NW of jct. of N. First and E. Walnut Sts.                                                                          | Gurdon         | 92000609  |              |
| 29       | Okolona Colored High School Gymnasium        |      | 23. Sep. 2011        | 767 Layne St. | Okolona        | 11000686  |              |
| 30       | Old Arkansas 51, Curtis to Gum Springs       |      | 21. Jan. 2004        | W of US 67, starting approx. 0.5 mi. S of jct. of US 67 and Curtis Cemetery Rd., and ending at the AR 26 and US 67 | Curtis         | 03001457  |              |
| 31       | Old Bank of Amity                            |      | 5. Juni 1991         | NW corner of town square                                                                                           | Amity          | 91000690  |              |
| 32       | Old US 67 Rest Area                          |      | 5. Okt. 2006         | West side of Old US 67, approx. 0.5 mi. S of Middleton                                                             | Curtis         | 06000907  |              |
| 33       | Peake High School                            |      | 19. Jan. 2005        | 1600 Caddo St. | Arkadelphia    | 04001499  |              |
| 34       | Ronoake Baptist Church                       |      | 23. Sep. 2011        | N. end of Ronoake Baptist Church Rd.                                                                               | Gurdon         | 11000687  |              |
| 35       | Rose Hill Cemetery                           |      | 1. Feb. 1999         | 1200 Block of Main St.                                                                                             | Arkadelphia    | 98000613  |              |
| 36       | Rosedale Plantation Barn                     |      | 21. Jan. 2004        | 879 Old Military Rd.                                                                                               | Arkadelphia    | 03001451  |              |
| 37       | Ross Site (3CL401)                           |      | 10. Okt. 1985        | Address Restricted                                                                                                 | Whelen Springs | 85003133  |              |
| 38       | June Sandidge House                          |      | 25. Feb. 1993        | 811 Cherry St. | Gurdon         | 93000093  |              |
| 39       | C. E. Thompson General Store and House       |      | 4. Apr. 2001         | 3100 Hollywood | Arkadelphia    | 01000302  |              |
| 40       | US 67 Bridge over Little Missouri River      |      | 24. Jan. 2007        | US 67 | Prescott       | 06001271  |              |
| 41       | W. H. Young House                            |      | 20. Sep. 2006        | 316 Meador Ln. | Arkadelphia    | 06000842  |              |